# Marion Fairfax
Marion Fairfax (ur. 24 października 1875 r. w Richmond, zm. 2 października 1970) – amerykańska scenarzystka, autorka sztuk teatralnych, aktorka, reżyserka  i producentka filmowa. Najbardziej znana jako autorka scenariusza do filmu Zaginiony świat.

## Życiorys
Urodziła się 24 października 1875 r. w Richmond. Wychowywała się w Chicago. Ukończyła Emerson College. Karierę zaczynała ok. 1901 r. jako aktorka na Broadwayu. W lutym 1904 r. zadebiutowała jako autorka sztuk teatralnych – jej pierwszym dziełem było The Triumph of Love. Aż do 1908 r. łączyła pisanie z aktorstwem, występując w niektórych swoich sztukach. Po 1908 porzuciła granie na scenie, całkowicie poświęcając się twórczości dramatopisarskiej. Twórczość ta przynosiła jej uznanie i sukcesy.
W 1915 r. za radą Williama C. de Mille'a zajęła się pisaniem scenariuszy filmowych. Zadebiutowała scenariuszem do filmu The Chorus Lady napisanego dla Lasky Feature Play Company. Oprócz de Mille'a współpracowała także z Marshallem Neilanem, dla którego napisała m.in. scenariusz do hitu Dinty (1920).
W 1922 założyła własne przedsiębiorstwo filmowe, aby wyprodukować The Lying Truth – film poświęcony uzależnieniu od narkotyków (być może do stworzenia tego filmu wpłynął los uzależnionego od morfiny reżysera Wally’ego Reida, z którym Fairfax współpracowała zawodowo przy kilku filmach).
W 1924 r. zaczęła pracować dla wytwórni First National Pictures.
Zdrowie Fairfax zaczęło się pogarszać w 1923 r. Być może przyczyniło się do tego przepracowanie – w 1922 r. scenarzystka, poza prowadzeniem własnej wytwórni zajmowała się także reżyserią oraz pisaniem scenariuszy do kilku innych produkcji. Problemy zdrowotne przyczyniły się być może do wczesnej emerytury Fairfax – w 1926 r. zakończyła pracę w przemyśle filmowym.
W 1943 r. zmarł jej mąż Tully Marshall. Fairfax zmarła 2 października 1970
Pisała scenariusze do filmów bardzo różnych gatunkowo, były wśród nich m.in. melodramaty komediowe (Dinty, 1920), film sci-fi (Go and get it, 1920), filmy przygodowe, komedia małżeńska (Don’t Ever Marry, 1920), western (Bob Hampton of Placer, 1921), filmy szpiegowskie, romanse i inne. Wśród jej scenariuszy są adaptacje dzieł Arthura Conana Doyle’a (Zaginiony świat) czy Honoré de Balzaca (The Eternal Flame). Pisała dla wielu reżyserów i gwiazd – m.in. Mary Pickford, Maurice’a Tourneura, Wally’ego Reida, Normy Talmadge, Sessue Hayakawy. Przez wiele lat jej opinia uznawana była za jedną z najważniejszych w świecie filmowym – pracując w wytwórniach zajmowała się nie tylko scenopisarstwem, ale też produkcją, doglądając wszystkich aspektów filmów, w tym aktorstwa i reżyserii.

## Filmografia

### Scenarzystka
- The Chorus Lady, 1915
- The Immigrant, 1915;
- Mr. Grex of Monte Carlo, 1915;
- The Blacklist, 1916
- The Chaperon, 1916;
- The Clown, 1916;
- Anton the Terrible, 1916;
- The Sowers, 1916;
- Hashimura Togo, 1917;
- On the Level, 1917;
- Freckles, 1917
- The Crystal Gazer, 1917;
- The Primrose Ring, 1917;
- The Honor of His House, 1918;
- The Widow’s Might, 1918;
- Less Than Kin, 1918;
- The Mystery Girl, 1918;
- Prawo białego człowieka, 1918;
- A Daughter of the Wolf, 1919;
- Putting It Over, 1919;
- Love Insurance, 1919;
- The Secret Garden, 1919;
- Dolina gigantów, 1919;
- You Never Saw Such a Girl, 1919;
- Don’t Ever Marry, 1920;
- Koniec rzeki, 1920;
- Go and Get It, 1920;
- Bob Hampton of Placer, 1921;
- The Lotus Eater, 1921;
- The Mad Marriage, 1921;
- Through the Back Door, 1921;
- Fools First, 1922;
- A Lady of Quality, 1924;
- Lilies of the Field, 1924;
- Torment, 1924;
- As Man Desires, 1925;
- Zaginiony świat, 1925;
- Clothes Make the Pirate, 1925;
- The Talker,1925;
- Old Loves and New, 1926